# 守田優 (水文学者)
守田優（もりた まさる、1953年2月23日 -  ）は、日本の水文学者、芝浦工業大学名誉教授。

## 来歴
熊本県熊本市に生まれる。熊本県立熊本高等学校を経て、1976年東京大学工学部土木工学科卒業。1978年同大学大学院修士課程修了、1986年7月「線形応答系としての被圧地下水位変動の解析とその地下水管理への応用に関する基礎的研究」で工学博士（東京大学）。
1978年東京都土木技術研究所にて地盤沈下、地下水、都市河川の研究に従事する。1987年芝浦工業大学講師、1990年同助教授、1996年同教授。芝浦工業大学副学長を務め、2021年退任。

## 著書
- 『多摩川をめぐる住民運動史に関する調査研究』とうきゅう環境浄化財団、2005年3月
- 『地球時/日常時』神谷書房、2009年4月
- 『地下水は語る 見えない資源の危機』岩波新書、2012年6月
- 『物象/心象』神谷書房、2012年6月
- 『空の標/時の轍』神谷書房、2018年3月